# Johann Rudolf Burckhardt

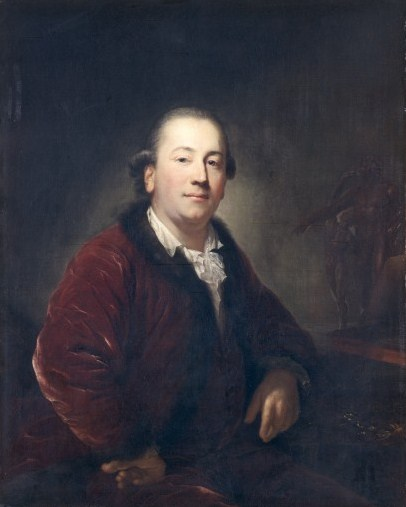
Johann Rudolf Burckhardt, porträtiert von Anton Graff um 1785. Das Porträt befindet sich in Burckhardts einstigem Stadtpalais in Basel, dem Haus zum Kirschgarten.

Johann Rudolf Burckhardt (* 12. März 1750 in Basel; † 19. Juli 1813 in Baden AG) war ein Seidenbandfabrikant, Politiker und Freund der Schönen Künste. Er gehörte dem Basler Patriziat an. Er war Mitglied der Basler Freimaurerloge "A Libertate".

## Leben
Johann Rudolf Burckhardt wurde als Sohn des Basler Seidenbandfabrikanten Gedeon Burckhardt geboren. Mit 18 Jahren heiratete er Anna Maria de Bary, die Tochter des Bürgermeisters Johannes de Bary. Nach der Scheidung war er ab 1780 in zweiter Ehe mit Sarah Rohner, der Tochter des Spitaloberschreibers, verheiratet.

### Aufstieg, Verurteilung und Exil
Mit seiner Seidenbandfabrik und einer Speditionsfirma wurde Burckhardt zu einem der vermögendsten und einflussreichsten Basler seiner Zeit. Burckhardt machte Karriere in Wirtschaft, Politik und Militär. Er hatte Einsitz im Grossen Rat von Basel und wurde 1777 Mitglied des Direktoriums der einflussreichen Kaufmannschaft der Stadt. Er kämpfte in schwedischen und britischen Diensten. Burckhardt war ein Verfechter des Ancien Régime und lehnte die seit 1789 von Frankreich ausgehenden neuen politischen Ideen ab. Damit stand er in Opposition zu Peter Ochs, der ein Vertreter der Aufklärung war. Seiner konservativen Gesinnung entsprechend, kämpfte er an der Seite Österreichs gegen das Französische Revolutionsheer. Deshalb wurde Burckhardt verdächtigt, als Jägerhauptmann 1796 den österreichischen Truppen beim Angriff auf die Festung Hüningen geholfen zu haben. Burckhardt wurde der Prozess gemacht. Nach Verbüssung der Haft, zog er sich 1798 freiwillig ins Exil zurück. Die meiste Zeit verbrachte er auf seinem Landsitz Ernthalde in Gelterkinden. In die Stadt Basel kehrte er nie wieder zurück. Er verstarb 1813 während eines Kuraufenthalts in Baden. Sein Sohn war der als »Scheik Ibrahim« bekanntgewordene Forscher Johann Ludwig Burckhardt.

## Bauherr und Freimaurer
Johann Rudolf Burckhardt wird 1768 als Mitglied in der Basler Freimaurerloge „A Libertate“ im Gesellengrad genannt. Seine Aufnahme in den Hohen Orden der Strikten Observanz wird 1774 angekündigt. Zwar tritt er in der einschlägigen Quelle, der Korrespondenz des Meisters vom Stuhl der Loge, Andreas Buxtorf, nicht über seine knappe Namensnennung "Rud. Burckard" (!) hinaus in Erscheinung. Doch dafür zeugt das von ihm 1775–1780 mit dem Architekten Johann Ulrich Büchel erbaute Stadtpalais, das Haus zum Kirschgarten, von seiner Identifikation mit der Ordensinstitution und von seiner Absicht, diese auch zu repräsentieren. Das Wohn- und Geschäftshaus wurde von dem Privatmann auch als Freimaurer-Tempel, als Logenhaus, als klandestiner helvetischer Ordenssitz der Strikten Observanz errichtet. Dies erklärt nicht nur den baulichen Aufwand, der einem Bürgerhaus nicht zustand, sondern es zeigt sich in der Symbolik der Architektur: Sie bezieht sich auf die Ursprungslegenden der Freimaurer, auf ihre mythische Herleitung aus dem Kulturkreis der Bibel sowie aus der griechischen und römischen Antike, aber auch auf die Legende der mittelalterlichen Herkunft des Freimaurerordens von den Templern. Das Baumaterial, der Gebrauch der Säulenordnungen, das Raumprogramm, die Ordenskreuze an der Gartenfassade, die Planung eines Vestatempels, die Symbolik der Geheimen Wissenschaften oder die allegorische Anspielung auf die Namen der zwei in Basel arbeitenden Logen, all dies gibt darauf trotz fehlender schriftlicher Aussagen eindeutige Hinweise. Mit der Schliessung der Loge 1784 und der Krise des freimaurerischen Ordenssystems verlor der beabsichtigte Zweck seine Bedeutung.

## Kunstsammler
Der kunstinteressierte Burckhardt verfügte über eine bedeutende Kunstsammlung. Er stand mit einigen der bekanntesten Künstler und Literaten seiner Zeit in Kontakt. Darunter Johann Wolfgang von Goethe, Johann Joachim Winckelmann, Salomon Gessner, Johann Caspar Lavater, Johann Heinrich Pestalozzi und Alexander Trippel.